# Polytrichadelphus ciferrii
Polytrichadelphus ciferrii är en bladmossart som beskrevs av Theodor Carl Karl Julius Herzog och Giacomini 1950. Polytrichadelphus ciferrii ingår i släktet Polytrichadelphus och familjen Polytrichaceae. Inga underarter finns listade i Catalogue of Life.